# Vítor Gomes Pereira Júnior
Vítor Gomes Pereira Júnior (* 8. ledna 1989, São José dos Campos, Brazílie), známý také pouze jako Juninho, je brazilský fotbalový záložník.

## Kariéra
Juninho vyrostl v brazilském São Paulu. Nastupoval za juniorku místního klubu se kterou v roce 2006 vyhrál národní šampionát do 17 let. Za A-tým si ale v lize nikdy nezahrál, rok 2009 strávil na hostování v Toledo Esporte Clube v brazilské regionální lize. V roce 2010 byl poslán na hostování do Los Angeles Galaxy hrající v americké lize Major League Soccer. Za Galaxy debutoval 27. března v úvodním zápase MLS proti New England Revolution, první gól vstřelil v utkání US Open Cupu 29. června týmu AC St. Louis. První ligový gól vstřelil 4. července Seattle Sounders FC, kdy dobře umístil střelu z více než 30 metrů. Tento gól byl vyhlášen nejhezčím gólem 13. týdne MLS. V letech 2010 a 2011 pomohl Galaxy v zisku MLS Supporters' Shieldu. Byl také klíčovým hráčem ve finále MLS v roce 2011, kdy proti Houston Dynamo odehrál celé utkání a napomohl k celkovému vítězství. Po sezoně 2011 se vrátil do Sao Paula, kde podepsal nový tříletý kontrakt. I přesto se ale v lednu 2012 vrátil na hostování do Galaxy a o rok později se kontrakt změnil v trvalý přestup.
Během šesti sezon odehrál za Galaxy více než 180 zápasů, ve kterých vstřelil 18 gólů a připsal si 23 asistencí. V prosinci 2015 Juninho podepsal tříletou smlouvu s mexickým klubem Tijuana. V prosinci 2016 šel na hostování do Chicago Fire. Na konci roku 2018 se vrátil do Los Angeles Galaxy.

## Soukromý život
Juninhův bratr Ricardo Goulart je také fotbalistou, hraje v čínské lize za Kuang-čou Evergrande Tchao-pao. V červenci 2019 získal Goulart čínské občanství.